# 須巻温泉
須巻温泉（すまきおんせん）は、かつて栃木県塩原町にあった温泉である。2022年現在、旅館は廃業している。

## 歴史
畑下温泉から箒川を挟んだ対岸の喜十六山の中腹に位置していた。旅館は「根本屋」、打たせ湯のあった「須巻楼」、万人風呂のあった「霞上館」があり、大正から昭和にかけて賑わいを見せた。須巻団子や蕎麦などの名物もあり、塩原温泉郷の他の温泉地に投宿している客が湯治に訪れたほどだという。1920年・1927年・1931年・1940年の鉄道省発行の『温泉案内』によると、左記各年にわたり宿数1、宿料はそれぞれ1.2円～5円、2.5円～5円、1.5円～5円、2円～5円と記録されている。同誌の特色の欄には、1931年に「療養・行楽」、1940年には「療養・保養」と記されており、湯治場やリゾート地であったことがうかがえる。
古くは大網・福渡・塩釜・塩の湯・袖ヶ沢温泉・畑下・門前・古町・新湯・元湯とともに塩原十一湯の一つに数えられた。慶応3年の村明細帳には「数巻」の表記で1か所の湧出源泉があったとの記録が残っており、江戸時代にはすでに温泉が利用されていたと考えられる。
霞上館の跡地は雑木林となり、わずかに石積みが残る。老朽化で廃業した須巻楼の後背地は別荘地として開発された。
周辺は自然研究路が整備され、標高710mの須巻富士には川崎大師平間寺との縁で、厄除不動尊が建立されている

## 泉質
```
泉質は無色透明臭気なく、微かに鉄味を帯び、
藍色試験紙
を紅変す　温度は岩窟の湧口摂氏五十一度との記録が残る
[
1
]
。1974年の栃木県による調査では、塩原層群の
地層
を通って摂氏40度台の食塩泉ないし弱食塩泉が湧出していたとの結果がある
[
4
]
。
```